# Liste der Lieder von Katja Krasavice
Diese Liste zeigt alle veröffentlichten Lieder der deutschen Sängerin und Rapperin Katja Krasavice. Inkludiert sind alle Lieder ihrer vier Alben Boss Bitch, Eure Mami, Pussy Power und Ein Herz für Bitches sowie alle anderen Singles und Gastbeiträge.

## A
| # | Titel                                   | Autoren                                               | Album       | Jahr |
| - | --------------------------------------- | ----------------------------------------------------- | ----------- | ---- |
| 1 | Alles bounct                            | Luis Cruz, Suena, Katja Krasavice                     | Boss Bitch  | 2020 |
| 2 | Alles schon gesehen erschien als Single | Luca Montez, Yannik Johannknecht, Katja Krasavice     | Eure Mami   | 2020 |
| 3 | Aventador                               | Yannik Johannknecht, Florian Hillger, Katja Krasavice | Pussy Power | 2022 |

## B
| # | Titel                                                                                          | Autoren                                                                                                  | Album                                                      | Jahr |
| - | ---------------------------------------------------------------------------------------------- | --- | ---------------------------------------------------------- | ---- |
| 1 | Bad Bitch Eunique feat. Katja Krasavice                                                        | Joshua Zwicknapp, Qidinah Eunique Cudjo                                                                  | –                                                          | 2021 |
| 2 | Best Friend [Remix] Saweetie feat. Doja Cat & Katja Krasavice, deutscher Remix von Best Friend | Amala Zandelie Dlamini, Asia Smith, Diamonté Harper, Kaine, Lukasz Gottwald, Rocco Valdes, Theron Thomas | Best Friend (feat. Doja Cat) [Remix EP] [Extended Version] | 2021 |
| 3 | Bilderbuch feat. Jill Lange                                                                    | Yannick Johannknecht, Karo Schrader, Jill Lange, Tom Thaler, Katja Krasavice                             | Ein Herz für Bitches                                       | 2023 |
| 4 | Birthday Sex                                                                                   | Dalton, Leonard Pieper, Nio, Thore Hagedorn, Katja Krasavice                                             | Ein Herz für Bitches                                       | 2023 |
| 5 | Boss Bitch                                                                                     | Luca Montez, Felix Eickhoff, Simon Reichardt, Katja Krasavice                                            | Boss Bitch                                                 | 2020 |
| 6 | Böse Mädchen                                                                                   | Yannick Johannknecht, Katja Krasavice                                                                    | Eure Mami                                                  | 2021 |

## C
| # | Titel                                                     | Autoren                                                       | Album      | Jahr |
| - | --------------------------------------------------------- | ------------------------------------------------------------- | ---------- | ---- |
| 1 | Casino erschien als Single                                | Luca Montez, Felix Eickhoff, Simon Reichardt, Katja Krasavice | Boss Bitch | 2019 |
| 2 | Crush erschien als Promo-Single exklusiv bei Amazon Music |                                                               | –          | 2021 |

## D
| # | Titel                                                                  | Autoren                                                                         | Album                  | Jahr |
| - | ---------------------------------------------------------------------- | ------------------------------------------------------------------------------- | ---------------------- | ---- |
| 1 | Details                                                                | Yannick Johannknecht, Katja Krasavice                                           | Pussy Power            | 2022 |
| 2 | Deutschland sucht die Super Bitch                                      | Yannick Johannknecht, Milan Butzback, Nio, Oliver Avalon, Vita, Katja Krasavice | Ein Herz für Bitches   | 2023 |
| 3 | Dicke Lippen                                                           | Boris Fleck, Robin Wick                                                         | –                      | 2018 |
| 4 | Die Hübsche                                                            | Luca Montez, Yannick Johannknecht, Katja Krasavice                              | Eure Mami              | 2021 |
| 5 | Doggy                                                                  | Boris Fleck, Robin Wick                                                         | –                      | 2017 |
| 6 | Dollar Signs erschien exklusiv auf der Bonus EP des Albums Pussy Power |                                                                                 | Pussy Power [Bonus EP] | 2022 |
| 7 | Drop It                                                                | Florian Hillger, Katja Krasavice                                                | Pussy Power            | 2022 |
| 8 | Du bringst mich um                                                     | Yannick Johannknecht, Katja Krasavice                                           | Eure Mami              | 2021 |

## E
| # | Titel                | Autoren                                                       | Album                | Jahr |
| - | -------------------- | ------------------------------------------------------------- | -------------------- | ---- |
| 1 | Ein ander Mal        | Luca Montez, Felix Eickhoff, Simon Reichardt, Katja Krasavice | Boss Bitch           | 2020 |
| 2 | Ein Herz für Bitches | Dalton, Leonard Pieper, Nio, Katja Krasavice                  | Ein Herz für Bitches | 2023 |
| 3 | Eure Mami            | Luca Montez, Yannick Johannknecht, Katja Krasavice            | Eure Mami            | 2021 |

## F
| # | Titel                                                                            | Autoren                                                       | Album                  | Jahr |
| - | -------------------------------------------------------------------------------- | ------------------------------------------------------------- | ---------------------- | ---- |
| 1 | Fick mit wem du willst erschien exklusiv auf der Bonus EP des Albums Pussy Power |                                                               | Pussy Power [Bonus EP] | 2022 |
| 2 | Frauen                                                                           | Yannick Johannknecht, Milan Butzbach, Vita, Katja Krasavice   | Ein Herz für Bitches   | 2023 |
| 3 | Friendzone erschien als Single                                                   | Yannick Johannknecht, Katja Krasavice                         | Eure Mami              | 2021 |
| 4 | Frühstück ans Bett                                                               | Luca Montez, Felix Eickhoff, Simon Reichardt, Katja Krasavice | Boss Bitch             | 2020 |

## G
| # | Titel                                          | Autoren                                                                                                 | Album      | Jahr |
| - | ---------------------------------------------- | --- | ---------- | ---- |
| 1 | Gucci Girl erschien als Single, Cover von Aqua | Claus Noreen, Johnny Mosegaard, Karsten Dahlgaard, Lene Grawford Nystrøm Rasted, René Dif, Søren Rasted | Boss Bitch | 2019 |

## H
| # | Titel                                   | Autoren                                                            | Album     | Jahr |
| - | --------------------------------------- | ------------------------------------------------------------------ | --------- | ---- |
| 1 | Highway feat. Elif, erschien als Single | Luca Montez, Yannick Johannknecht, Elif Demirezer, Katja Krasavice | Eure Mami | 2021 |
| 2 | Hotel Nimo feat. Katja Krasavice        | Nimo, Pzy, Katja Krasavice                                         | Moonboy   | 2022 |

## I
| # | Titel                                                                     | Autoren | Album                | Jahr |
| - | ------------------------------------------------------------------------- | --- | -------------------- | ---- |
| 1 | Ich hab den schönsten Arsch der Welt feat. Felix Jaehn, Cover von Alex C. | Alex Christensen, Filippo Carmine, Gianni Fontana, Maurizio Molella, Peter Koenemann, Roberto Santini, Nio, Vito | Ein Herz für Bitches | 2023 |
| 2 | Ich seh erschien als Single                                               | Yannick Johannknecht, Katja Krasavice                                                                            | Eure Mami            | 2020 |
| 3 | Intro Musikvideo bereits August 2021 veröffentlicht                       | Rocks, Katja Krasavice                                                                                           | Pussy Power          | 2022 |

## K
| # | Titel                    | Autoren                                         | Album                | Jahr |
| - | ------------------------ | ----------------------------------------------- | -------------------- | ---- |
| 1 | Kein Platz für uns beide | Alex Isaak, Chris Cobaye, Vito, Katja Krasavice | Ein Herz für Bitches | 2023 |
| 2 | Kein Problem             | Luis Cruz, Katja Krasavice                      | Boss Bitch           | 2020 |

## L
| # | Titel        | Autoren                                                       | Album                | Jahr |
| - | ------------ | ------------------------------------------------------------- | -------------------- | ---- |
| 1 | Legend       | Yannick Johannknecht, Milan Butzback, Vita, Katja Krasavice   | Ein Herz für Bitches | 2023 |
| 2 | Liebeslieder | Luis Cruz, Suena, Katja Krasavice                             | Boss Bitch           | 2020 |
| 3 | Lipgloss     | Yannick Johannknecht, Katja Krasavice                         | Pussy Power          | 2022 |
| 4 | Lolli        | Luca Montez, Felix Eickhoff, Simon Reichardt, Katja Krasavice | Boss Bitch           | 2020 |

## M
| # | Titel                                              | Autoren | Album                | Jahr |
| - | -------------------------------------------------- | --- | -------------------- | ---- |
| 1 | Mia Khalifa                                        | Yannick Johannknecht, Milan Butzbach, Vita, Katja Krasavice                                                         | Ein Herz für Bitches | 2023 |
| 2 | Milchshake                                         | Dalton, Karo Schrader, Leonard Pieper, Oliver Avalon, Tom Thaler, Katja Krasavice                                   | Ein Herz für Bitches | 2023 |
| 3 | Million Dollar A$$ feat. Fler, erschien als Single | Luca Montez, Fler, Simes, Katja Krasavice                                                                           | Eure Mami            | 2020 |
| 4 | Moonlight                                          | Luca Montez, Yannick Johannknecht, Armin Alexander Schneider, Bededikt Lukas Burghardt, Jan Keller, Katja Krasavice | Pussy Power          | 2022 |
| 5 | Moonwalk                                           | Luca Montez, Menju, Katja Krasavice                                                                                 | Pussy Power          | 2022 |

## N
| # | Titel                                             | Autoren                                                       | Album                | Jahr |
| - | ------------------------------------------------- | ------------------------------------------------------------- | -------------------- | ---- |
| 1 | Narben feat. Marwin Balsters, erschien als Single | Esther Graf, Menju, Marwin Balsters, Katja Krasavice          | Pussy Power          | 2021 |
| 2 | Neonlights feat. Luna, erschien als Single        | Alina Striedl, Aside, Nio, Oliver Avalon, Katja Krasavice     | Ein Herz für Bitches | 2023 |
| 3 | No Men No Cry                                     | Yannick Johannknecht, Katja Krasavice                         | Pussy Power          | 2022 |
| 4 | Nudes                                             | Luca Montez, Felix Eickhoff, Simon Reichardt, Katja Krasavice | Boss Bitch           | 2020 |

## O
| # | Titel                                                             | Autoren                                                                 | Album                | Jahr |
| - | ----------------------------------------------------------------- | ----------------------------------------------------------------------- | -------------------- | ---- |
| 1 | Ohne einen Mann                                                   | Yannick Johannknecht, Milan Butzback, Vita, Katja Krasavice             | Ein Herz für Bitches | 2023 |
| 2 | One Night Stand mit Finch & Luca-Dante Spadafora feat. Niklas Dee | Karo Schrader, Finch, Katja Krasavice, Luca-Dante Spadafora, Niklas Dee | —                    | 2024 |
| 3 | Onlyfans stieg durch Downloads in die Charts ein                  | Luca Montez, Yannick Johannknecht, Katja Krasavice                      | Pussy Power          | 2022 |

## P
| # | Titel                           | Autoren                               | Album       | Jahr |
| - | ------------------------------- | ------------------------------------- | ----------- | ---- |
| 1 | Pussy Power erschien als Single | Yannick Johannknecht, Katja Krasavice | Pussy Power | 2021 |

## R
| # | Titel | Autoren | Album                | Jahr |
| - | --- | --- | -------------------- | ---- |
| 1 | Raindrops feat. Leony, erschien als Single                                                                        | Barbara Tanzini, Hanni Mari Autere, Leonie Burger, Luca Montez, Luca Ontino, Maria Anita Lehtola, Mark Becker, Sari Hilja Kauranen, Simone Bocchino, Timo Olavi Väänänen, Valentina Dante, Vitali Zestovskih, Katja Krasavice | Pussy Power          | 2021 |
| 2 | Raindrops – Intl. Version mit Leony, veröffentlicht Dezember 2021, erschien auf Leonys Album Somewhere in Between | Leonie Burger, Mark Becker, Vitali Zestovskih, Katja Krasavice | Somewhere in Between | 2021 |
| 3 | Rodeo | Luca Montez, Felix Eickhoff, Simon Reichardt, Katja Krasavice | Boss Bitch           | 2020 |

## S
| # | Titel                                                            | Autoren                                                       | Album                  | Jahr |
| - | ---------------------------------------------------------------- | ------------------------------------------------------------- | ---------------------- | ---- |
| 1 | Sex Tape                                                         | Boris Fleck, Robin Wick, Romeo de los Santos                  | –                      | 2018 |
| 2 | Slowmo erschien exklusiv auf der Bonus EP des Albums Pussy Power |                                                               | Pussy Power [Bonus EP] | 2022 |
| 3 | SOS                                                              | Florian Hillger, Katja Krasavice                              | Pussy Power            | 2022 |
| 4 | Spicy                                                            | Luca Montez, Yannick Johannknecht, Katja Krasavice            | Eure Mami              | 2021 |
| 5 | Stottert die Bitch                                               | Yannick Johannknecht, Katja Krasavice                         | Eure Mami              | 2021 |
| 6 | Sugar Daddy erschien als Single                                  | Luca Montez, Felix Eickhoff, Simon Reichardt, Katja Krasavice | Boss Bitch             | 2019 |
| 7 | Suizid erschien exklusiv auf der Bonus EP des Albums Pussy Power |                                                               | Pussy Power [Bonus EP] | 2022 |

## T
| # | Titel         | Autoren                                              | Album                | Jahr |
| - | ------------- | ---------------------------------------------------- | -------------------- | ---- |
| 1 | Teil mich     | Alex Isaak, Chris Cobaye, Nio, Vito, Katja Krasavice | Ein Herz für Bitches | 2023 |
| 2 | TikTok Baddie | Yannick Johannknecht, Katja Krasavice                | Eure Mami            | 2021 |
| 3 | Tsunami       | Yannick Johannknecht, Katja Krasavice                | Eure Mami            | 2021 |

## U
| # | Titel | Autoren                                                       | Album      | Jahr |
| - | ----- | ------------------------------------------------------------- | ---------- | ---- |
| 1 | Uhuh  | Luca Montez, Felix Eickhoff, Simon Reichardt, Katja Krasavice | Boss Bitch | 2020 |

## V
| # | Titel     | Autoren                                 | Album       | Jahr |
| - | --------- | --------------------------------------- | ----------- | ---- |
| 1 | Vordertür | Florian Hillger, Rocks, Katja Krasavice | Pussy Power | 2022 |

## W
| # | Titel                           | Autoren                                                                      | Album                | Jahr |
| - | ------------------------------- | ---------------------------------------------------------------------------- | -------------------- | ---- |
| 1 | Wer bist du erschien als Single | Luis Cruz, Suena, Katja Krasavice                                            | Boss Bitch           | 2019 |
| 2 | Wie Gott mich schuf             | Alex Isaak, Yannick Johannknecht, Leonard Pieper, Nio, Vito, Katja Krasavice | Ein Herz für Bitches | 2023 |
| 3 | Wir bleiben wach                | Yannick Johannknecht, Katja Krasavice                                        | Eure Mami            | 2021 |

## Y
| # | Titel                                                                                           | Autoren                                                                                           | Album | Jahr |
| - | ----------------------------------------------------------------------------------------------- | ------------------------------------------------------------------------------------------------- | ----- | ---- |
| 1 | You're My Heart, You're My Soul feat. Dieter Bohlen & Pietro Lombardi, Cover von Modern Talking | Luca Montez, Dieter Bohlen, Mark Becker, Nio, Pietro Lombardi, Vitali Zestovskih, Katja Krasavice | –     | 2022 |